# Lijst van Belgische adelsverheffingen 1949
Personen die in 1949 in de Belgische adel werden opgenomen of een adellijke titel verkregen.

## Graaf
- Graaf Maurice Lippens, uitbreiding persoonlijke titel tot overdraagbaar bij eerstgeboorte, desgevallend op de schoonzoon Leon Lippens.

## Baron
- Paul Kronacker, minister, erfelijke adel en de titel baron, overdraagbaar bij eerstgeboorte.
- Georges Moens de Fernig, minister, erfelijke adel en de titel baron, overdraagbaar bij eerstgeboorte.